# Superliga 2014-2015 (fotbal feminin)
Superliga 2014–2015 a fost al 25-lea sezon al primei divizii a fotbalului feminin din România. Competiția a fost câștigată de Olimpia Cluj.

## Echipe participante
| Echipă                                                     | Oraș             |
| ---------------------------------------------------------- | ---------------- |
| Asociația „Fotbal Club Fair-Play”                          | București        |
| ACS Heniu Prundu Bârgăului                                 | Prundu Bârgăului |
| Clubul Sportiv Universitatea                               | Alexandria       |
| CS Brazi                                                   | Brazi            |
| Clubul de Fotbal Feminin „Olimpia - Universitatea Tehnică” | Cluj-Napoca      |
| Clubul Sportiv Real Craiova                                | Craiova          |
| AS FC ASA 2013 Târgu Mureș                                 | Târgu Mureș      |
| CFR 1933 Timișoara                                         | Timișoara        |

## Sezonul regular
| Acasă \ Deplasare        | FAI  | HEN  | BRA  | CFR  | OLI  | REA  | TGM  | ALE  |
| ------------------------ | ---- | ---- | ---- | ---- | ---- | ---- | ---- | ---- |
| Fair Play București      |      | 0–8  | 2–5  | 0–12 | 0–18 | 0–4  | 0–6  | 4–1  |
| Heniu Prundu Bârgăului   | 7–0  |      | 4–1  | 3–0  | 0–2  | 2–1  | 0–4  | 1–0  |
| CS Brazi                 | 6–1  | 0–2  |      | 3–0  | 0–7  | 0–3  | 0–7  | 0–4  |
| CFR Timișoara            | 0–3  | 0–3  | 2–0  |      | 0–3  | 3–2  | 1–3  | 0–3  |
| Olimpia Cluj             | 6–0  | 13–0 | 21–0 | 11–0 |      | 12–0 | 5–0  | 17–0 |
| Real Craiova             | 4–2  | 0–0  | 3–0  | 3–0  | 3–0  |      | 1–4  | 3–3  |
| ASA Târgu Mureș          | 12–0 | 3–0  | 11–0 | 3–0  | 1–1  | 10–0 |      | 6–1  |
| Universitatea Alexandria | 8–1  | 0–4  | 1–0  | 3–0  | 0–11 | 2–2  | 0–12 |      |

| Loc | Echipa                   | MJ | V  | E | Î  | GM  | GP | DG   | Pct | Calificare             |
| --- | ------------------------ | -- | -- | - | -- | --- | -- | ---- | --- | ---------------------- |
| 1   | Olimpia Cluj             | 14 | 12 | 1 | 1  | 127 | 4  | +123 | 37  | Calificare în play-off |
| 2   | ASA 2013 Târgu Mureș     | 14 | 12 | 1 | 1  | 82  | 9  | +73  | 37  | Calificare în play-off |
| 3   | Heniu Prundu Bârgăului   | 14 | 9  | 1 | 4  | 34  | 24 | +10  | 28  | Calificare în play-off |
| 4   | Real Craiova             | 14 | 6  | 3 | 5  | 29  | 38 | −9   | 21  | Calificare în play-off |
| 5   | Universitatea Alexandria | 14 | 5  | 2 | 7  | 26  | 61 | −35  | 17  | Calificare în play-out |
| 6   | CS Brazi                 | 14 | 3  | 0 | 11 | 15  | 68 | −53  | 9   | Calificare în play-out |
| 7   | Fair Play București      | 14 | 2  | 0 | 12 | 13  | 97 | −84  | 6   | Calificare în play-out |
| 8   | CFR Timișoara            | 14 | 3  | 0 | 11 | 18  | 43 | −25  | −21 | Calificare în play-out |

1. ↑  CFR Timișoara a fost exclus din cauza neachitării datoriilor. Rezultatele din retur au fost decise la masa verde (0-3).[3]

## Play-off
| Acasă \ Deplasare      | HEN | OLI | TGM | REA  |
| ---------------------- | --- | --- | --- | ---- |
| Heniu Prundu Bârgăului | —   | 0–4 | 0–0 | 0–0  |
| Olimpia Cluj           | 5–0 | —   | 2–0 | 13–0 |
| ASA Târgu Mureș        | 5–1 | 0–3 | —   | 7–0  |
| Real Craiova           | 0–4 | 1–6 | 2–6 | —    |

| Loc | Echipa                 | MJ | V | E | Î | GM | GP | DG  | Pct | Calificare                 |
| --- | ---------------------- | -- | - | - | - | -- | -- | --- | --- | -------------------------- |
| 1   | Olimpia Cluj (C)       | 6  | 6 | 0 | 0 | 33 | 1  | +32 | 37  | Liga Campionilor 2015-2016 |
| 2   | ASA 2013 Târgu Mureș   | 6  | 3 | 1 | 2 | 18 | 8  | +10 | 29  |                            |
| 3   | Heniu Prundu Bârgăului | 6  | 1 | 2 | 3 | 5  | 14 | −9  | 19  |                            |
| 4   | Real Craiova           | 6  | 0 | 1 | 5 | 3  | 36 | −33 | 12  |                            |

## Play-out
| Acasă \ Deplasare        | FAI | BRA | ALE |
| ------------------------ | --- | --- | --- |
| Fair Play București      |     | 1–1 | 4–1 |
| CS Brazi                 | 0–5 |     | 3–0 |
| Universitatea Alexandria | 0–3 | 3–1 |     |

| Loc | Echipa                       | MJ | V | E | Î | GM | GP | DG  | Pct | Retrogradare           |
| --- | ---------------------------- | -- | - | - | - | -- | -- | --- | --- | ---------------------- |
| 1   | Fair Play București          | 4  | 3 | 1 | 0 | 13 | 2  | +11 | 13  |                        |
| 2   | CS Brazi (R)                 | 4  | 1 | 1 | 2 | 5  | 9  | −4  | 9   | Retrogradare în Liga I |
| 3   | Universitatea Alexandria (R) | 4  | 1 | 0 | 3 | 4  | 11 | −7  | 0   | Retrogradare în Liga I |

1. ↑  CF Universitatea a fost depunctat după contestații.[4]